# Gyrophaena rugipennis
Gyrophaena rugipennis – gatunek chrząszcza z rodziny kusakowatych i podrodziny rydzenic.
Gatunek ten opisany został po raz pierwszy w 1861 roku przez Étienne'a Mulsanta i Claudiusa Reya.
Chrząszcz o wydłużonym ciele długości od 1,5 do 2 mm. Głowa jest błyszcząco czarna, 1,7 raza szersza niż dłuższa, zaopatrzona w wyłupiaste oczy. Barwa podstawy czułków jest rudożółta do rdzawoczerwonej. Ich człony od szóstego do dziesiątego są wyraźnie szersze niż dłuższe. Przedplecze jest lśniąco czarne z rudożółto lub rdzawoczerwono rozjaśnionymi krawędziami, mniej lub bardziej wysklepione, po bokach równomiernie zaokrąglone. Powierzchnia przedplecza jest praktycznie pozbawiona szagrynowania, silniej i gęściej na przedzie niż w tyle punktowana; punkty w szeregach na środkowej części przedplecza są liczne. Pokrywy są czarne z rudożółto lub rdzawo rozjaśnionymi tylnymi kątami zewnętrznymi. Wewnętrzna połowa pokrywy jest gęsto i często nierównomiernie punktowana, a zewnętrzna ziarenkowana do pomarszczonej. Długość pokryw jest znacznie większa niż przedplecza. Kolor odnóży jest żółty do pomarańczowego. Odwłok ma ubarwienie czarne z rudożółtymi lub rdzawoczerwonymi częściami przednią i wierzchołkową. U samca tylny brzeg tergitu szóstego ma dwa małe ząbki lub ciernie pośrodku i dwa dłuższe, zakrzywione zęby po bokach.
Gatunek palearktyczny. W Europie znany jest z Francji, Niemiec, Szwajcarii, Austrii, Szwecji, Finlandii, Czech, Słowacji, Węgier, Rumunii, Bułgarii, Chorwacji i europejskiej części Rosji, a w Azji z dalekowschodniej części Rosji. Na „Czerwonej liście gatunków zagrożonych Republiki Czeskiej” umieszczony jest jako gatunek zagrożony wymarciem (EN).